# Moldova-Sulița
Moldova-Sulița is een Roemeense gemeente in het district Suceava.
Moldova-Sulița telt 2072 inwoners.